# 南イリノイ大学カーボンデール校
南イリノイ大学カーボンデール校（Southern Illinois University Carbondale）は、アメリカ合衆国イリノイ州のカーボンデール市にある州立大学。南イリノイ大学システムのフラッグシップキャンパスである。伝統的にシカゴ・ホワイトソックスのファンが多い。シカゴ・ブルズに入団する選手を定期的に排出している。

## 概要

### 総合大学

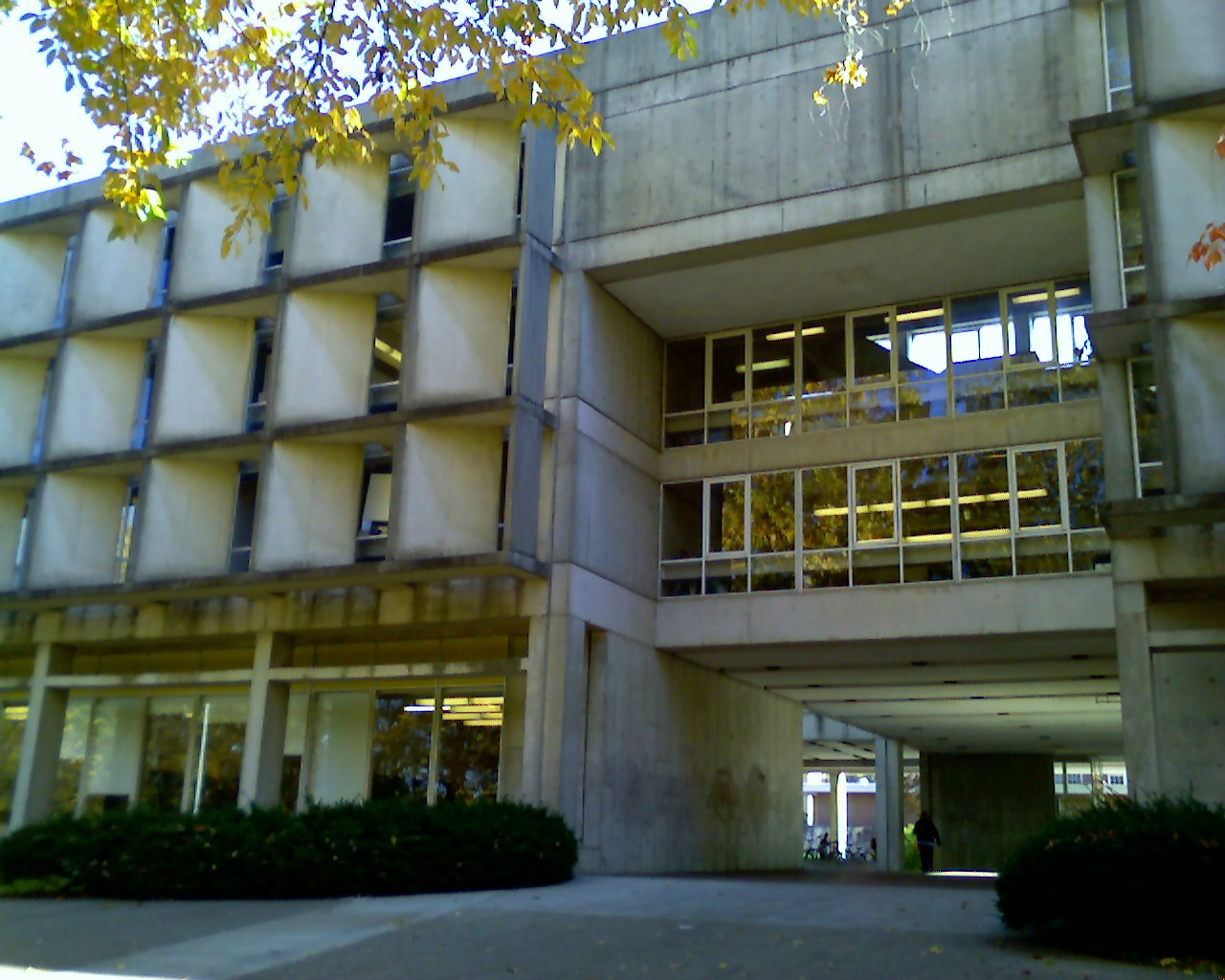
Faner Hall

イリノイ州の大都市シカゴの南方約500km、同州とミズーリ州にまたがるセントルイスの南東約150kmに位置する人口35,000人の小都市、カーボンデール市にある州立の総合大学。1869年に12学部を持つ大学「Illinois Normal University」として設立された。

### 学部
4.6平方キロメートルの広大なキャンパスに、ビジネス、教育、コンピュータサイエンス、ジャーナリズム、映像写真、音楽、農業、医学、法律、外国語、美術、歴史、航空宇宙学部など175の学部、学科を擁する。それらの学部のためにキャンパス内に牧場や空港がある。
- College of Agricultural Sciences（農業科学部）
- College of Applied Sciences and Arts（応用科学技術学部）
- College of Business（経営学部）
- College of Education and Human Services（教育＆ヒューマン・サービス学部）
- College of Engineering（工学部）
- College of Liberal Arts（教養学部）
- College of Mass Communication and Media Arts（マス・コミュニケーション＆メディア芸術学部）
- College of Science（理学部）
- School of Law（法科大学）
- School of Medicine（医学部）

SIUCが1970年に設立した医学部はスプリングフィールドに立地する。なお、5年間の医学コースワークはカーボンデールのキャンパスで行っている。付属病院であるMemorial Medical CenterとSt. John's Hospital は州都Springfieldにあり、イリノイ州の中心的な医療センターとして利用されている。

## 多彩な留学生
多数の学部と学科を擁する総合大学であることから、日本や大韓民国、中華民国やマレーシアなどのアジア諸国や、フランスやスペイン、ロシアやジョージアなどのヨーロッパ諸国、南アメリカ諸国やアフリカ諸国をはじめとして、70カ国以上の国からの留学生を迎えている。またこれらの留学生を主なターゲットとした日本料理や中華料理、朝鮮料理など様々な国のレストランが市内に点在する。

## スポーツ
近年では、全米大学バスケットボールやフットボールの強豪校として有名である。

## サザンイリノイ空港
校内から5マイルほどの距離にあるサザンイリノイ空港に航空学部がある。なお、同空港からは過去にシカゴのオヘア国際空港や州都のスプリングフィールドなどへの定期便が就航していたが、現在は旅客ターミナルは取り壊され定期便はない。

## 著名な教員
- 島田泉（考古学）

## 著名な出身者
- ローランド・ブーリス（元連邦上院議員）
- グレン・ポシャード（元連邦下院議員）
- ムハンマド・イジャズル・ハク（パキスタン宗教問題大臣）
- ドナルド・マクヘンリー（元アメリカ国際連合大使）
- ジョン・ベルーシ（コメディアン、ミュージシャン、映画俳優、『ブルース・ブラザーズ』などで伝説的俳優として知られる）
- ジェームズ・ベルーシ（映画俳優、ミュージシャン。ジョンの弟）
- デニス・フランツ（俳優、「NYPDブルー」）
- ダリル・ジョーンズ（ミュージシャン、「ローリング・ストーンズ」のサポートメンバー）
- スティーブ・フィンリー（野球選手、元サンディエゴ・パドレスなど）
- ジェリー・ヘアストン・ジュニア（野球選手、MLB 元ボルチモア・オリオールズなど）
- ジェイソン・フレイザー（野球選手、MLB カンザスシティ・ロイヤルズ）
- ランディ・サベージ（プロレスラー）
- ブランドン・ジェイコブズ（フットボール選手、NFL ニューヨーク・ジャイアンツ） - 4年次のみ在籍

### 日本人の卒業生
- 上埜進 (susumu ueno)、APMAA（アジア太平洋管理会計学会）会長、甲南大学会計大学院教授
- 田中洋 中央大学ビジネススクール（中央大学大学院戦略経営研究科）教授　(M.A., Journalism Graduate Studies, 1985)
- 植松泰良 プロ野球コーチ